# Glen Osborne (Stati Uniti d'America)
Glen Osborne è una borough degli Stati Uniti d'America, nella contea di Allegheny nello Stato della Pennsylvania. Secondo il censimento del 2000 la popolazione è di 566 abitanti. In passato veniva chiamata Osborne.

## Società

### Evoluzione demografica
La composizione etnica vede una prevalenza della razza bianca (98,06%), seguita quella afroamericana (1,59%), dati del 2000.
| borough di Glen Osborne Popolazione |     |
| 1990                                | 574 |
| 2000                                | 566 |